# Comuna Cuialnic, Bârzula
Cuialnic (în ucraineană Куяльник, transliterat: Kuialnîk) este o comună în raionul Bârzula, regiunea Odesa, Ucraina, formată din satele Cuialnic (reședința), Cuialnicul Mic, Oleksandrivka și Visterniceni.

## Demografie
Componența lingvistică a comunei Cuialnic
     Ucraineană (56,02%)
     Rusă (22,92%)
     Română (20,93%)
     Alte limbi (0,12%)
Conform recensământului din 2001, majoritatea populației comunei Cuialnic era vorbitoare de ucraineană (56,02%), existând în minoritate și vorbitori de rusă (22,92%) și română (20,93%).